# 茱莉亚弦乐四重奏团
茱莉亚弦乐四重奏团（Juilliard String Quartet）是1946年在纽约茱莉亚学院创建的古典音乐弦乐四重奏乐队。当时乐队的成员由小提琴手罗伯特·曼恩和罗伯特·考夫、中提琴手拉斐尔·希耶尔和大提琴手阿瑟·温诺格拉德组成。现在的成员是约瑟夫·林（林以信）和罗纳德·科珀斯担当小提琴手，罗杰·塔平担当中提琴手，乔约尔·克罗斯尼克担当大提琴手。
2010年尼克·伊奈特因为身体原因离开乐队，并由林以信于2011年接任小提琴手。由于曼恩的退休，接任首席小提琴手的前任第二小提琴手，乔约尔·斯米尔诺夫在2008-2009季度后离开了乐队，并成为克莱夫兰音乐学院的院长。
自从1946年茱莉亚弦乐四重奏乐队的创始，就在设在茱莉亚学院的四重奏音乐村。茱莉亚弦乐四重奏荣获多项奖项，包括4项格莱美奖和加入了美国录音艺术与科学学会的名人馆。2011年二月，茱莉亚弦乐四重奏乐队因其为古典音乐录制作出的杰出贡献获得美国录音艺术与科学学会的终身成就奖。
四重奏乐队演奏古典音乐范围广泛，目前已经录制了贝多芬、门德尔松、巴托克、德彪西和肖斯塔科维奇的音乐作品，同时也为推广现代的音乐家如：艾略特·卡特、拉尔夫·沙裴、亨利·杜替耶和米尔顿·巴比特。他们和知名的音乐家阿隆·科普兰、马友友和毛利齐奥·波里尼，甚至早年时与著名的物理学家阿尔伯特·爱因斯坦一起登台演出过。他们亦参加了电影《不朽真情》的原声录制。
四重奏乐队于1949年开始和索尼古典唱片公司（原哥伦比亚唱片公司和哥伦比亚广播公司）共同录制知名的和鲜为人知的曲目，至今超过100多张唱片。1950年四重奏乐队首次出现在波士顿的皮博迪音乐学院室内乐团音乐会，此后又参加了至少两次。在那次表演中，他们首次在世界上公开表演马丁·博伊坎1949年发表的弦乐四重奏曲目。他们50年代早期发行的作品曾获得了高度评价，其中有6首巴托克的弦乐四重奏标有哥伦比亚唱片公司，还有多部录制作品标有RCA立体声标签 (c. 1958-1962)。
2015年茱莉亚互动艺术发布由茱莉亚弦乐四重奏和埃弗里·埃莫若（Avery Amereau）和布瑞恩·泽格（Brian Zeger）共同演绎舒伯特的艺术歌曲《死神与少女》的弦乐四重奏iPhone和iPad应用。2015年4月2日，茱莉亚弦乐四重奏来到北京，在华贸购物中心Apple Store零售店表演了弗朗兹·舒伯特的名作《死神与少女》。此后，又来到天津、上海和广州进行表演。

## 乐队成员

### 首席小提琴手
- 1946年 - 罗伯特·曼恩（Robert Mann）
- 1997年 - 乔约尔·斯米尔诺夫（Joel Smirnoff）
- 2009年 - 尼克·伊奈特（Nick Eanet）
- 2011年 - 林以信（Joseph Lin）

### 第二小提琴手
- 1946年 - 罗伯特·考夫（Robert Koff）
- 1958年 - 伊斯多尔·科恩（Isidore Cohen）
- 1966年 - 厄尔·卡利斯（Earl Carlyss）
- 1986年 - 乔约尔·斯米尔诺夫（Joel Smirnoff）
- 1997年 - 罗纳德·科珀斯（Ronald Copes）

### 中提琴手
- 1946年 - 拉斐尔·希耶尔（Raphael Hillyer）
- 1969年 - 塞缪尔·罗德斯（Samuel Rhodes）
- 2013年 - 罗杰·塔平（Roger Tapping）

### 大提琴手
- 1946年 - 阿瑟·维诺格拉德（Arthur Winograd）
- 1955年 - 克劳斯·亚当（Claus Adam）
- 1974年 - 乔约尔·克罗斯尼克（Joel Krosnick）

## 格莱美最佳室内乐演奏奖
- 茱莉亚弦乐四重奏演奏贝多芬的晚期弦乐四重奏（1985年）
- 茱莉亚弦乐四重奏演奏勋伯格的弦乐四重奏（全集）（1978年）
- 茱莉亚弦乐四重奏演奏德彪西的G小调弦乐四重奏和拉威尔的F大调弦乐四重奏（1972年）
- 茱莉亚弦乐四重奏演奏巴托克的6首弦乐四重奏（1966年）
- 茱莉亚弦乐四重奏终身成就奖（2011年）[3]